# Susan
Susan (en francès Suzan) és un municipi francès del departament de l'Arieja i la regió d'Occitània.